# Tetras
Tetras es una obra para cuarteto de cuerda compuesta por Iannis Xenakis. Tetras significa "cuatro" en griego.
Según James Harley "En Tetras el pensamiento abstracto de Xenakis se convierte en una red multidimensional y no lineal de las relaciones formales y sonoras."
El Glissando es el elemento principal de la pieza, pero los demás elementos también son muy importantes, armónicos muy agudos o golpes en el cuerpo del instrumento. El cuarteto es un todo, una unidad que funciona con entidad propia, cada instrumento no es discreto sino que forman parte de un todo, de un macro movimiento a merced de las teorías matemáticas, creando la sensación de movimientos de masa en el espacio tridimensional.
- Datos: Q43666676